# Brobdingnagia eucalypticola
Brobdingnagia eucalypticola är en svampart som beskrevs av Sivan. & R.G. Shivas 2002. Brobdingnagia eucalypticola ingår i släktet Brobdingnagia och familjen Phyllachoraceae.   Inga underarter finns listade i Catalogue of Life.